# Bambi-Verleihung 2010
Die 62. Bambi-Verleihung fand am 11. November 2010 in der Metropolis-Halle in Potsdam statt. Sie wurde live in der ARD übertragen.

## Veranstaltung
5,01 Millionen Zuschauer sahen die Bambi-Verleihung, was einem Marktanteil von 17,2 % entspricht.

### Moderation
Nach der Kritik an der Moderation von Katarina Witt und Tom Bartels vom Vorjahr wurde 2010 auf eine Moderation im engeren Sinne verzichtet, die Laudatoren traten zumeist direkt auf. Die Begrüßung wurde von Sarah Jessica Parker gehalten. Sie hatte noch weitere Auftritte (darunter je einmal als Laudatorin und als Gewinnerin des Überraschungs-Bambi), führte aber nicht durch die Veranstaltung und wurde als „Gastgeberin“ bezeichnet. Sie wurde dabei, vor allem im ersten Teil, von Michael Mittermeier unterstützt. Die Presse reagierte verhalten bis positiv darauf.

### Der Publikums-Bambi
2010 wurde beim Publikums-Bambi die beliebteste Serie gesucht. Nominiert waren Alarm für Cobra 11 – Die Autobahnpolizei, Danni Lowinski, Der Kriminalist und Um Himmels Willen. Der Bambi ging an Janina Hartwig und Fritz Wepper für Um Himmels Willen.

### Bambi für Kultur
Der Kultur-Bambi ging an Christoph Schlingensief. „Was er als Regisseur und radikaler Aktionskünstler schuf, hatte für sein Publikum tiefere Bedeutung und größere Anmut als alles, was er zertrümmerte“, so die Jury. Schlingensief, der knapp drei Monate zuvor verstorben war, war nach Peter Frankenfeld 1979 der Zweite, dem posthum ein Bambi verliehen wurde.

## Preisträger

### Charity
Orlando Bloom für sein Engagement als UNICEF-Botschafter

 Laudatio: Sarah Jessica Parker

### Ehren-Bambi
Johannes Heesters

### Fernsehfilm
Tatort: Weil sie böse sind

### Integration
Mesut Özil

 Laudatio: Nazan Eckes

### Kultur
Christoph Schlingensief

 Laudatio: Michael Mendl

### Lebenswerk
Udo Lindenberg

 Laudatio: Anna Loos

### Millennium
Hans-Dietrich Genscher

 Laudatio: Guido Westerwelle

### Pop International
Gossip

 Laudatio: Karl Lagerfeld

### Pop National
Unheilig

 Laudatio: Cosma Shiva Hagen

### Publikums-Bambi
Janina Hartwig und Fritz Wepper für Um Himmels Willen

 Laudatio: Michael Mittermeier

### Schauspieler National
Florian David Fitz für Vincent will Meer

 Laudatio: Jessica Schwarz und David Kross
Felix Klare für Bis nichts mehr bleibt
Friedrich Mücke für Friendship!

### Schauspielerin National
Hannah Herzsprung für Weissensee

 Laudatio: Michael Mittermeier
Anna Loos für Wohin mit Vater?
Christiane Paul für Der Doc und die Hexe

### Shootingstar
Hurts

 Laudatio: Palina Rojinski

### Sonderpreis der Jury
Joachim Löw und sein Trainerteam

 Laudatio: Shakira und Mesut Özil

### Sport
Verena Bentele und Verena Sailer

 Laudatio: Johannes B. Kerner

### Stille Helden
Claus Muchow vom Roten Kreuz, Daniela Lesmeister, Gründerin von I.S.A.R. Germany, und Tom Wenzel von arche noVa, ehrenamtliche Katastrophenhelfer

 Laudatio: Patricia Riekel

### Talent
Jana Münster und Sophia Münster für Hanni & Nanni

 Laudatio: Sylvie van der Vaart

### Überraschung
Sarah Jessica Parker

 Laudatio: Franziska van Almsick

### Unsere Erde
Jane Goodall

 Laudatio: Hannes Jaenicke